# Burghart Klaussner
Pour les articles homonymes, voir Klausner.
Burghart Klaussner (Klaußner), né à Berlin-Ouest (RFA) le 13 septembre 1949, est un acteur, metteur en scène et chanteur allemand. Il est apparu dans 50 films depuis 1983.

## Biographie
Burghart Klaußner naît à Berlin dans une famille de restaurateurs. Il passe son enfance sur le lac Wannsee, sa famille est passionnée de la voile, son grand-père notamment état membre du Yacht club de Potsdam. En 1961, la famille déménage à Gräfelfing près de Munich. En 1969, il commence sa formation d'acteur à l'école d'art dramatique Max-Reinhardt. De 1970 à 1972, il travaille au théâtre Schaubühne sous la direction de Peter Stein. Il a ensuite eu des engagements au Deutsches Schauspielhaus de Hambourg, au Schillertheater et au théâtre Maxime-Gorki de Berlin ainsi que sur des scènes de Francfort-sur-le-Main, Bochum et Zurich. 
Il s'installe à Hambourg au milieu des années 1980.
À l'écran, après une petite apparition dans le téléfilm Das Beil von Wandsbek de 
Horst Königstein et Heinrich Breloer en 1982, Klaußner se fait connaître en 1985, avec le rôle principal dans la mini-série Le Mystère du banc de sable (Das Rätsel der Sandbank) adaptée du livre The Riddle of the Sands de Robert Erskine Childers. 
Il joue également les seconds rôles dans plusieurs films à succès comme Good Bye, Lenin ! qui remporte le Deutscher Filmpreis, le prix du film européen de l'année, le César du meilleur film de l'Union européenne et le Goya du meilleur film européen en 2004, dans The Edukators  présenté en sélection officielle du Festival de Cannes 2004, Le Ruban blanc - lauréat de la Palme d'or du Festival de Cannes 2009. 
Burghart Klaußner s'est produit à plusieurs reprises au Théâtre d'État de Dresde, où il a été invité au Theatertreffen de Berlin en 2011 dans le rôle de Philipp dans Don Carlos de Schiller (mise en scène de Roger Vontobel). Il a également travaillé comme metteur en scène à Dresde, Hambourg et Bochum. Il est membre de l' Académie libre des arts de Hambourg (depuis 2003) et de l' Académie allemande du cinéma, au conseil d'administration de laquelle il a été élu en 2010. En 2012, il devient chef de la section des arts du spectacle de l'Académie libre des arts de Hambourg et vice-président de l'académie depuis mars 2022.
En août 2018, le premier roman de Klaußner, Avant le commencement, est publié par Kiepenheuer & Witsch.
En 2021, l'artiste reçoit l'ordre du Mérite.
Après avoir joué sur scène dans l'adaptation de Heisenberg (2015) de Simon Stephens, il apparaît dans la comédie romantique Die Unschärferelation der Liebe adaptée de la même pièce par Lars Kraume en 2023,.

## Filmographie sélective

### Au cinéma

#### Comme acteur
- 1994 : La Lumière des étoiles mortes
- 2003 : Good Bye, Lenin ! de Wolfgang Becker : Robert Kerner (le père).
- 2004 : The Edukators (Die fetten Jahre sind vorbe) de Hans Weingartner
- 2006 : Requiem
- 2006 : L'Homme de l'ambassade (Der Mann von der Botschaft) de Dito Tsintsadze
- 2008 : The Reader
- 2009 : Le Ruban blanc (Das weiße Band - Eine deutsche Kindergeschichte) de Michael Haneke[5]
- 2010 : Goethe! (Young Goethe in Love) de Philipp Stölzl
- 2010 : Il était une fois un meurtre (Das letzte Schweigen) de Baran bo Odar
- 2011 : L'Incroyable Équipe (Der Ganz Große Traum) de Sebastian Grobler
- 2012 : Nono, het zigzag kind de Vincent Bal
- 2012 : Invasion de Dito Tsintsadze
- 2014 : Diplomatie
- 2014 : Entre deux mondes
- 2015 : Un héros ordinaire (anglais : 13 Minutes - Elser) d'Oliver Hirschbiegel
- 2015 : Fritz Bauer, un héros allemand (Der Staat gegen Fritz Bauer) de Lars Kraume : Fritz Bauer.
- 2018 : La Révolution silencieuse (Das schweigende Klassenzimmer) : le ministre Fritz Lange
- 2023 : Die Unschärferelation der Liebe de Lars Kraume

### À la télévision
- 2007 : Der Novembermann (de) de Jobst Oetzmann : Hermann Drömer
- 2010 : Aghet : 1915, le génocide arménien : Jakob Künzler
- 2017 : The Crown (saison 2, 1 épisode) : Kurt Hahn
- 2019 : Brecht, téléfilm biographique en deux parties de Heinrich Breloer : Bertolt Brecht
- 2024  : The Day of the Jackal (saison 1, 1 épisode) : Manfred Fest (guest-star)

## Distinction
- 2005 : Deutscher Filmpreis de meilleur rôle secondaire pour The Edukators[6]
- 2006 : Festival international du film de Locarno : Léopard de la meilleure interprétation masculine : pour Der Mann von der Botschaft de Dito Tsintsadze[7]
- 2010 : Deutscher Filmpreis de la meilleure interprétation masculine pour Le Ruban blanc (Das weiße Band - Eine deutsche Kindergeschichte)[8],[9]